# Майлз Мендер
Майлз Мендер (англ. Miles Mander; 14 травня 1888 — 8 лютого 1946) — англійський актор, режисер, сценарист і письменник.

## Біографія
Майлз Мендер походив із впливової родини англійських промисловців і урядовців. Його молодший брат Джеффрі Мендер, був членом британського парламенту. Майлз здобув освіту в школі Херроу, в школі Лоретто і Університеті Макгілла в Монреалі. Під час Першої світової війни служив у британській авіації.
Він не виявив інтересу до політичної кар'єри або бізнесу і захопився кінематографом. Як актор, дебютував в двадцятих роках двадцятого століття. Був відомий своїми ролями аристократів-лиходіїв. Перший великий успіх йому приніс фільм «The First Born», що вийшов в 1928 році, в якому Мендер виступив режисером і зіграв головну роль. Крім того, він писав кіносценарії на основі власних літературних творів. Був одним з піонерів британського звукового кіно. Знявся у численних британських і американських фільмах.
Раптово помер від серцевого нападу в ресторані «Brown Derby» в Лос-Анджелесі, в віці 57 років.

## Вибрана фільмографія
- 1925 — Сад насолод / The Pleasure Garden — Леветт
- 1930 — Убивство! / Murder! — Гордон Дрюс
- 1931 — Мері / Mary
- 1933 — Приватне життя Генріха VIII / The Private Life Of Henry VIII — канцлер Різлі
- 1937 — Корабель невільників / Slave Ship — Корі
- 1939 — Маленька принцеса /The Little Princess
- 1939 — Буремний перевал / Wuthering Heights — Локвуд
- 1941 — Вони зустрілися в Бомбеї / They Met in Bombay — доктор (в титрах не вказаний)
- 1942 — Бути чи не бути / To Be Or Not To Be
- 1943 — Місіс Мінівер / Mrs. Miniver
- 1944 — Повернення Арсена Люпена / Enter Arsene Lupin
- 1945 — Портрет Доріана Грея / The Picture of Dorian Gray — сер Роберт Бентлі